# Chełmiec Wałbrzych
Chełmiec Wałbrzych – polski męski klub siatkarski z Wałbrzycha założony w 1956 roku. Cztery lata później, w sezonie 1959/60 awansował do ekstraklasy. W 1993 roku  odniósł największy sukces, zdobywając Puchar Polski w piłce siatkowej mężczyzn, dzięki czemu reprezentował kraj w Pucharze Zdobywców Pucharów, docierając do ćwierćfinału. Klub słynący ze znakomitego szkolenia młodzieży, w tabeli wszech czasów młodzieżowych Mistrzostw Polski zajmuje wysokie 4. miejsce. W latach 2000–2017 występował pod nazwami sponsorów (Juventur, Victoria PWSZ). Od sezonu 2017/18 prowadził wyłącznie drużyny młodzieżowe: mini siatkówki, młodzików, kadetów i juniorów jednocześnie ściśle współpracując z klubem MKS Aqua-Zdrój. Po zakończeniu sezonu 2019/20 ponownie przejął zespół seniorski, który występować będzie w II lidze powracając do historycznej nazwy i zachowując pełną piramidę szkoleniową.

## Historia
Pierwszy oficjalny mecz siatkówki w powojennym Wałbrzychu został rozegrany podczas Igrzysk Sportowych Pracowników Dolnośląskiego Zjednoczenia Przemysłu Węglowego, które odbyły się w dniach 11-13 sierpnia 1946 roku. Wkrótce we wszystkich klubach przykopalnianych działały sekcje siatkówki, a w zorganizowanych w 1951 roku mistrzostwach miasta i powiatu uczestniczyło aż 27 drużyn siatkarskich. Okazuje się, że ten sport nie był zupełnie obcy mieszkańcom miasta. W latach czterdziestych istniały przyzakładowe kluby, które rywalizowały ze sobą o prawo do reprezentowania miasta w krajowych mistrzostwach branż. Chełmiec został utworzony dziesięć lat później, dzięki połączeniu sił przyzakładowych drużyn (Górnik-PRG, Unia-Porcelana, Lustrzanka i Kolejarz).
Wtedy to przy Przedsiębiorstwie Robót Górniczych, ze wsparciem Zjednoczenia Kolejowego, powstał Kolejowy Klub Sportowy Chełmiec Wałbrzych – przyczyna okazała się bardzo prozaiczna, pozostałe kluby w Wałbrzychu posiadały już możnych patronów (Kopalnie, Zakłady Przemysłowe). Kolej oferowała nieograniczony transport a PRG zapewniało stabilizację finansowo-organizacyjną.
W roku 1957 zespół prowadzony przez Ryszarda Świątkiewicza awansował z A klasy (ówczesny trzeci poziom rozgrywkowy) do II ligi. Drużyna rozwijała się bardzo dynamicznie. Już w 1958 roku klub uzyskał awans do rozgrywek II ligi. Chełmiec świetnie odnajdywał się w nowej dla siebie rzeczywistości, co szybko zaowocowało wywalczeniem biletu do I ligi podczas turnieju w Stalowej Woli. Pierwszy awans dla Wałbrzycha wywalczyli: Michał Andruszko, Adam Andruszko, Mieczysław Kurzawiński, Waldemar Szczepanowski, Lech Dziuba, Marian Mołczan, Jan Zabagło, Wacław Kafel, Ryszard Czajka. Przez kolejne 10 lat większość z tego składu broniła barw Chełmca w I lidze, występując na tym szczeblu aż do sezonu 1968/69.
Filarami drużyny w tamtym czasie byli Waldemar Szczepanowski (uczestnik Pucharu Świata w 1961 i Mistrzostwach Europy z 1963 roku), bracia Michał i Adam Andruszkowie (młodzieżowi Reprezentanci Polski) oraz Mieczysław Kurzawiński, który po zakończeniu kariery zawodniczej zajął się pracą szkoleniowca – najpierw dziewcząt a następnie chłopców. Chełmiec praktycznie od samego początku posiadał również sekcję żeńską, której największy sukces to awans pod wodzą Kurzawińskiego w 1972 roku do II ligi grając niemal samymi wychowankami. Do tego grona należy najsłynniejsza wałbrzyska siatkarka Elżbieta Ostojska (brązowa medalistka Mistrzostw Europy z 1971 roku).
W 1969 na siatkarskiej mapie Polski pojawił się drugi zespół z Wałbrzycha- Victoria, który zdobył awans do II ligi. Klub nie funkcjonował jednak długo, bowiem po kilku latach swojego istnienia został rozwiązany a większość zawodników przywdziała ponownie (lub po raz pierwszy w karierze seniorskiej) barwy Chełmca.
Na przestrzeni kolejnych trzydziestu lat KS Chełmiec z małymi przerwami występował na parkietach I ligi. W tym czasie o Wałbrzychu było słychać w całym siatkarskim świecie. Bronisław Bebel na co dzień grający w barwach Chełmca został powołany do reprezentacji Polski na Igrzyska Olimpijskie w 1972 roku. Cztery lata później gracz wraz z kadrą narodową zdobył olimpijskie złoto w Montrealu odnosząc tym samym historyczny sukces.
Początek lat 90. to okres największych osiągnięć klubu. Chełmiec pod wodzą trenera Ryszarda Kruka i Janusza Ignaczaka w roku 1993 zdobył Puchar Polski i zajął czwarte miejsce w rozgrywkach ekstraklasy. Zwycięstwo w Pucharze Polski uprawniło klub do występów na europejskich parkietach. Na tej płaszczyźnie Chełmiec zakończył udział w pucharach w ćwierćfinale, ulegając późniejszym uczestnikom turnieju finałowego Pucharu Europy Zdobywców Pucharów AS Orestiada.
W 1990 roku ze sponsorowania Chełmca wycofało się Przedsiębiorstwo Robót Górniczych, które na fali przemian ustrojowych wkrótce również zakończyło swoją działalność. Klubowi udało się jednak utrzymać w ekstraklasie dzięki wsparciu miejscowych firm. W latach 90. wielu graczy z Chełmca otrzymywało powołanie do kadry narodowej. Byli to m.in. Krzysztof i Andrzej Stelmachowie, Bogusław Mienculewicz, Krzysztof Janczak, Adam Nowik, Krzysztof Ignaczak czy Łukasz Kruk. Na igrzyska do Atlanty pojechało aż trzech graczy wałbrzyskiego klubu. To wiele mówi na temat ówczesnej pozycji Chełmca w polskiej siatkówce.
Po sukcesach i wyróżnieniach przyszedł czas wielkiej próby. Sezon 1997/98 był ostatnim okresem gry Wałbrzycha w ekstraklasie. W następnym roku Chełmiec przez problemy finansowe był zmuszony wycofać się z I ligi. Ten krok był bardzo bolesny, ponieważ zespół walczył o awans do najwyższej klasy rozgrywkowej. W sezonie 1999/00 po raz ostatni wielka siatkówka gościła w legendarnej hali OSiR, ostatecznie przegrane baraże ze Stolarką Wołomin o nowo powstającą Profesjonalną Ligę Siatkówki (w całej rywalizacji 2:3) były ostatnimi występami Chełmca w ówczesnym wydaniu. Kłopoty pozasportowe (głównie organizacyjne) sprawiły, że klub musiał pożegnać się z walką o najwyższe cele sprzedając miejsce w I lidze rywalowi zza miedzy – Gwardii Wrocław.
W sezonie 2000/01 klub rozpoczął swoją siatkarską drogę na nowo. Początek gry w III lidze dolnośląskiej nie był optymistyczny. Wielu zawodników wykruszyło się z drużyny. Pomimo problemów w następnym sezonie Chełmiec występował już w II lidze. W rozgrywkach radził sobie bardzo dobrze, niestety nie uzyskał awansu na zaplecze ekstraklasy, gdyż w play offach uległ Orłowi Międzyrzecz 2:3. Klub ponownie musiał stawić czoła problemom organizacyjnym. Włodarze nie byli w stanie poradzić sobie z narastającymi kłopotami i podjęli decyzję o wycofaniu drużyny z rozgrywek II ligi.
W sezonie 2002/03 dzięki dzikiej karcie zespół ponownie przystąpił do gry w III lidze, tym razem pod inną nazwą- Juventur Wałbrzych. W następnym roku drużyna ponownie uzyskała awans do II ligi gdzie przez kilka lat utrzymywała się w czołówce. Przez ten okres nazwa klubu zmieniała się wielokrotnie: Juventur Wałbrzych, Juventur Koksownia Wałbrzych, Juventur PWSZ Wałbrzych, Victoria PWSZ Wałbrzych. Zespół prowadził wówczas Janusz Ignaczak dwukrotnie walcząc bez powodzenia o awans do I ligi w sezonach 2005/06 i 2006/07.
Kolejne kilka lat to postawienie w większym stopniu na wychowanków  klubu i gra na szczeblu II-ligowym, z dość różnym skutkiem (od wicemistrzostwa w 2009 roku po spadek do III ligi w 2012). W 2013 roku zadanie budowy drużyny otrzymał wychowanek Chełmca Krzysztof Janczak, zdobywając awans już w pierwszym sezonie swojej pracy. Rok 2015 to upragniony sukces od bardzo wielu lat – Victoria PWSZ (mająca w składzie m.in. Łukasza Kaczmarka, Bartosza Filipiaka czy wałbrzyszan Sebastiana Zielińskiego i Pawła Olszewskiego) będąca beniaminkiem rozgrywek,  zdobyła mistrzostwo I ligi i tylko sztywny regulamin Plusligi stanął na drodze powrotu do siatkarskiej elity. Lata 2015-17 to nadal gra w I lidze, zakończona utrzymaniem w fazie play-out po bardzo emocjonujących bojach z Norwidem Częstochowa wiosną 2017 roku.
Niestety, był to ostatni sezon wsparcia Zakładów Koksowniczych „Victoria” które wycofały się z tytularnego sponsorowania siatkówki, przez co klub stanął przed bardzo trudną decyzją przekazania drużyny seniorów do nowo powstałego zespołu MKS Aqua-Zdrój. Od sezonu 2017/18 powróciła historyczna nazwa Chełmiec i wszystkie siły zostały skoncentrowane na szkoleniu młodzieży, z której siatkarski Wałbrzych zawsze słynął.
Warto wspomnieć, że w 2006 roku klub obchodził swoje 50-lecie istnienia. Włodarze dokonali wszelkich starań by ten dzień na długo zapadł w pamięci kibiców. Jubileusz został uświetniony meczem gwiazd. Rozegrano pojedynek pomiędzy wychowankami Chełmca Wałbrzych a Jastrzębskim Węglem. W zabawie wzięli udział m.in. Krzysztof i Andrzej Stelmachowie, Janusz i Krzysztof Ignaczakowie, Bogusław Mienculewicz, Łukasz i Ryszard Krukowie, Krzysztof Janczak, Bronisław Bebel, Dariusz i Kamil Ratajczakowie, Jacek i Fabian Kurzawińscy.
Chełmiec Wałbrzych miał na swoim koncie sukcesy nie tylko seniorów ale również juniorów. W 1968 młodzi gracze prowadzeni przez Bronisława Orlikowskiego doszli do ścisłego finału mistrzostw Polski. Walka o złoto została przegrana, juniorzy Chełmca zdobyli wicemistrzostwo kraju, tym samych zapoczątkowali pasmo sukcesów, które osiągali w kolejnych latach. W składzie pierwszych medalistów można wymienić m.in. Bronisława Bebla, Zbigniew Kaliszewskiego, Ryszarda Jonasa. Na kolejny medal młodzieżowców Wałbrzych musiał czekać 9 lat. W roku 1977 Chełmiec ponownie zameldował się w finale Mistrzostw Polski, tym razem w kategorii junior młodszy (obecnie kadet). Lepsi od wałbrzyszan okazali się tylko gracze MKS MDK Warszawa, jednak takie nazwiska jak Jacek Kurzawiński (uznany za najlepszego rozgrywającego tej imprezy), Janusz Kapka czy Bogdan Nowakowski zaistniały w późniejszych latach w seniorskiej ligowej siatkówce.

W Chełmcu występowało wielu znakomitych zawodników w tym reprezentantów Polski, m.in.: Waldemar Szczepanowski, Bronisław Bebel, Krzysztof Ignaczak, Robert Szczerbaniuk, Krzysztof Stelmach, Andrzej Stelmach, Jacek Kurzawiński, Łukasz Kruk, Artur Pieśniak, Krzysztof Janczak, Adam Kurek, Arkadiusz Czapor czy też Adam Nowik.

## Nazwy klubu
- 1956-1997 Chełmiec Wałbrzych
- 1997-1998 Chełmiec Howell Wałbrzych
- 1998-2000 Chełmiec Wałbrzych
- 2000-2008 Juventur Wałbrzych
- 2008-2017 TS Victoria PWSZ Wałbrzych
- 2017-2020 MKS Aqua-Zdrój Wałbrzych
- 2020- KPS Chełmiec Wałbrzych

## Sukcesy w siatkówce seniorskiej
- Puchar Polski:
  -  1. miejsce (1x): 1993
  -  3. miejsce (1x): 1992

## Sukcesy w siatkówce młodzieżowej
- 1. miejsce (5x): 1989, 1990, 1993, 1996, 1997
- 2. miejsce (3x): 1968, 1977, 1994
- 3. miejsce (4x): 1982, 1986, 1990, 1995

## Bilans sezon po sezonie
| Sezon     | Liga           | Miejsce        | Mecze (Z-P) | Mecze (Z-P) | Puchary Polski/Europejskie puchary             |
| --------- | -------------- | -------------- | ----------- | ----------- | ---------------------------------------------- |
| 1956/1967 | III liga       |                | –           | –           |                                                |
| 1957/1958 | II liga        | 4.             | –           | –           |                                                |
| 1958/1959 | II liga        | 3.             | –           | –           |                                                |
| 1959/1960 | II liga        | 1.             | –           | –           |                                                |
| 1960/1961 | I liga         | 8.             | –           | –           |                                                |
| 1961/1962 | I liga         | 6.             | –           | –           |                                                |
| 1962/1963 | I liga         | 8.             | –           | –           |                                                |
| 1963/1964 | I liga         | 10.            | –           | –           |                                                |
| 1964/1965 | II liga        | 1.             | –           | –           |                                                |
| 1965/1966 | I liga         | 7.             | –           | –           |                                                |
| 1966/1967 | I liga         | 6.             | –           | –           |                                                |
| 1967/1968 | I liga         | 8.             | –           | –           |                                                |
| 1968/1969 | I liga         | 11.            | –           | –           |                                                |
| 1969/1970 | II liga        | 5.             | –           | –           |                                                |
| 1970/1971 | II liga        | 3.             | –           | –           |                                                |
| 1971/1972 | II liga        | 2.             | –           | –           |                                                |
| 1972/1973 | II liga        | 1.             | –           | –           |                                                |
| 1973/1974 | II liga        | 2.             | –           | –           |                                                |
| 1974/1975 | I liga         | 10.            | –           | –           |                                                |
| 1975/1976 | II liga        | 2.             | –           | –           |                                                |
| 1976/1977 | I liga         | 10.            | –           | –           |                                                |
| 1977/1978 | II liga        | 6.             | –           | –           |                                                |
| 1978/1979 | II liga        | 7.             | –           | –           |                                                |
| 1979/1980 | II liga        | 2.             | –           | –           |                                                |
| 1980/1981 | II liga        | 4.             | –           | –           |                                                |
| 1981/1982 | II liga        | 1.             | –           | –           |                                                |
| 1982/1983 | I liga         | 9.             | –           | –           |                                                |
| 1983/1984 | II liga        | 1.             | –           | –           |                                                |
| 1984/1985 | I liga         | 9.             | –           | –           |                                                |
| 1985/1986 | II liga        | 3.             | –           | –           |                                                |
| 1986/1987 | II liga        | 3.             | –           | –           |                                                |
| 1987/1988 | II liga        | 6.             | –           | –           |                                                |
| 1988/1989 | II liga        | 4.             | –           | –           |                                                |
| 1989/1990 | II liga        | 2.             | –           | –           |                                                |
| 1990/1991 | II liga        | 2.             | –           | –           |                                                |
| 1991/1992 | I liga seria A | 4.             | –           | –           | Puchar Polski - 3. miejsce                     |
| 1992/1993 | I liga seria A | 8.             | –           | –           | Puchar Polski - 1. miejsce                     |
| 1993/1994 | I liga seria A | 8.             | –           | –           | Puchar Europy Zdobywców Pucharów - ćwierćfinał |
| 1994/1995 | I liga seria A | 8.             | –           | –           |                                                |
| 1995/1996 | I liga seria B | 2.             | –           | –           |                                                |
| 1996/1997 | I liga seria B | 4.             | –           | –           |                                                |
| 1997/1998 | I liga seria A | 11.            | –           | –           |                                                |
| 1998/1999 | I liga seria B | 6.             | –           | –           |                                                |
| 1999/2000 | I liga seria B | 1.             | –           | –           |                                                |
| 2000/2001 | II liga        | 5.             |             |             |                                                |
| 2001/2002 | II liga        | 7.             |             |             |                                                |
| 2002/2003 | II liga        | 5.             |             |             |                                                |
| 2003/2004 | II liga        | 4.             |             |             |                                                |
| 2004/2005 | II liga        | 3.             |             |             |                                                |
| 2005/2006 | II liga        | 1.             |             |             |                                                |
| 2006/2007 | II liga        | 1.             |             |             |                                                |
| 2007/2008 | II liga        | 7.             |             |             |                                                |
| 2008/2009 | II liga        | 2.             |             |             | Puchar Polski - I runda                        |
| 2009/2010 | II liga        | 8.             |             |             |                                                |
| 2010/2011 | II liga        | 5.             |             |             |                                                |
| 2011/2012 | II liga        | 10.            |             |             |                                                |
| 2012/2013 | II liga        | 5.             |             |             |                                                |
| 2013/2014 | II liga        | 1.             |             |             | Puchar Polski - 3. runda                       |
| 2014/2015 | I liga         | 1.             |             |             | Puchar Polski - 5. runda                       |
| 2015/2016 | I liga         | 10.            |             |             | Puchar Polski - 5. runda                       |
| 2016/2017 | I liga         | 9.             |             |             | Puchar Polski - 4. runda                       |
| 2017/2018 | I liga         | 11.            |             |             | Puchar Polski - 5. runda                       |
| 2018/2019 | II liga        | 1. (Grupa IV)  |             |             |                                                |
| 2019/2020 | II liga        | 2. (Grupa IV)  |             |             |                                                |
| 2020/2021 | II liga        | 6. (Grupa IV)  |             |             |                                                |
| 2021/2022 | II liga        | 7. (Grupa III) |             |             |                                                |

Poziom rozgrywek:
     najwyższy ogólnokrajowy
     drugi
     trzeci